# Yoshimoto Kogyo
 (décembre 2017).
Si vous disposez d'ouvrages ou d'articles de référence ou si vous connaissez des sites web de qualité traitant du thème abordé ici, merci de compléter l'article en donnant les références utiles à sa vérifiabilité et en les liant à la section « Notes et références ».
Yoshimoto Kogyo Co., Ltd. (吉本興業株式会社, Yoshimoto Kōgyō Kabushiki-gaisha) est la plus grande et influente agence de divertissement au Japon ; son siège se trouve à Osaka. Elle a été fondée en 1912 et était initialement un théâtre traditionnel de Rakugo, mais a évolué pour devenir l'une des firmes les plus influentes au Japon, employant la plupart des owarai geinin (humoristes), assurant la production et la promotion de nombreux spectacles, et disposant de son propre parc d'attractions.
En outre, l'agence forme elle-même ses humoristes dans deux écoles (NSC Tokyo et NSC Osaka) et participe activement à l'élaboration de programmes télévisés et de compétitions humoristiques au Japon.

## Histoire
On dit[Qui ?] que Yoshimoto est presque à elle seule responsable du développement du manzai après la Seconde Guerre mondiale et, en fait, les kanji qui sont maintenant utilisés pour le mot manzai ont été introduits par Yoshimoto, en 1933, lançant une nouvelle ère pour ce style de comédie. Bien que le pur manzai n'est plus la principale forme de divertissement au Japon, l'influence de Yoshimoto demeure et l'esprit du manzai survit dans les comédies japonaises contemporaines, comme on peut le voir avec la prévalence du dialecte du Kansai, dans plusieurs spectacles.
En 2019, Yoshimoto compte 6 000 artistes, peut-être les plus célèbres étant le owarai kombi (duo) Downtown, successeurs du duo Yasu-Kiyo dans les années 1980. Comme dans une grande partie de la culture japonaise, il existe un lien fort entre senpai (senior) et kōhai (junior) parmi les membres de l'industrie du divertissement. Souvent les employés de rang inférieur de Yoshimoto ne reçoivent pas un salaire complet, mais ils profitent des conseils et de l'assistance des vedettes de la compagnie.
En 2019, la société a annoncé qu'elle allait commencer à échanger des contrats écrits avec ses employés.

## NSC (New Star Creation)
L'agence Yoshimoto Kogyo possède deux écoles (campus) spécialisées dans l'éducation des futurs humoristes : NSC Tokyo, et NSC Osaka.
Les étudiants s'inscrivent dans le but de devenir humoristes et l'école est censée leur permettre d'entrer systématiquement dans l'industrie du spectacle en tant que tels et affiliés à Yoshimoto Kogyo après l'obtention de leur diplôme.
Officiellement créée sous le nom de Yoshimoto General Comedy Arts Academy (吉本総合芸能学院),les branches d'Osaka et de Tokyo ont toutes deux produit de nombreux humoristes et personnalités de la télévision à succès.
Pour s'inscrire, le candidat doit avoir obtenu son brevet des collèges. Chaque promotion est considérée comme une génération. Par exemple, le duo comique Downtown a été l'un des premiers diplômés de l'école en tant que première génération à NSC Osaka en 1982.
Les étudiants de l'académie suivent divers cours de comédie axés sur le manzai, le conte et d'autres genres de comédie owarai moderne. L'école fait souvent appel à des humoristes reconnus en tant qu'intervenants et à des enseignants temporaires pour favoriser le développement des étudiants,.

### Anciens élèves célèbres
| Génération | Année | Mois | Humoristes (solo, duo, trios etc.) |
| ---------- | ----- | ---- | --- |
| 1          | 1995  |      | Shinagawa Shoji, Hachimitsu Jiro (Tokyo Dynamite), Hamaron                                                                            |
| 2          | 1996  |      | Hiroaki Matsuda (Hiking Walking), Garittochu, Ginnana, Kazuyuki Sakuma, Masashi Kumada, Kiton                                         |
| 3          | 1997  |      | Total Ten Bosch, Potato Shonen-dan, Yuichiro Nagai, AMEMIYA, Cyclone Z, Man☆tan Taro                                                  |
| 4          | 1998  |      | Robert, Morisanchu, Oniyako Tsubaki, POISON GIRL BAND, Impulse                                                                        |
| 5          | 1999  |      | Heisei Nobushi Kobushi, Peace, Sanpei, Onishi Lion                                                                                    |
| 6          | 2000  |      | Tonikaku Akarui Yasumura |
| 7          | 2001  |      | Mo Chugakusei, LLR |
| 8          | 2002  |      | Slim Club, Takahiro Ogata (Panther), Joyman, Hikaru "Pharaoh" Hirai (Bakayo Anataha)                                                  |
| 9          | 2003  |      | Harisenbon, Shizzle, Aipa Takizawa, Yutarikan, Igo Shogi, Sho Kiryuin (Golden Bomber)                                                 |
| 10         | 2004  |      | Oriental Radio, Trendy Angel, Hannya, Fruit Punch, Impossible, Go! Minagawa, Masanori Morita, Akatsu                                  |
| 11         | 2005  |      | Edo Harumi, Satoshi Mukai (Panther), Chocolate Planet, Sissonne, Takayuki Hamatsu                                                     |
| 12         | 2006  |      | Naomi Watanabe, Jungle Pocket, Wes-P, Ocha no Mizudanshi, Jeradon,                                                                    |
| 13         | 2007  |      | Tabata Fujimoto, Boyfriend, Pistachio, Kei Yamazaki (Aiseki Start)                                                                    |
| 14         | 2008  |      | Dai Taku, Nelsons, Rintaro (EXIT), Baby Gang, Kan Yamaso (Aiseki Start), Awayokuba                                                    |
| 15         | 2009  |      | Dennis, Matenro, Hirocho Nishimura, Onigoe Tomahawk, Okazu Club, Natsuko Yokosawa, Kimiko Koyama, Sanninawasete Hoshino Desu (Parpar) |
| 16         | 2010  |      | Shunshun Clinic P, Universe |
| 17         | 2011  |      | Laugh Recueil, Kuki Kaidan, Sugoi Ron,                                                                                                |
| 18         | 2012  |      | Obata no Oniisan, Nekojuku, Rainbow, Hyokkori-han                                                                                     |
| 19         | 2013  |      | Full Frontal, Daiki Kanechika (EXIT)                                                                                                  |
| 20         | 2014  |      | Buddha Maria, Ratatatta, Kanade (3ji no Heroine)                                                                                      |
| 21         | 2015  |      | Gigas Rush |
| 22         | 2016  |      | Nightingale Dance, Bagaria |
| 23         | 2017  |      | Reiwa Roman |
| 24         | 2018  |      | Kingyo Bancho |
|            |       |      | |

## Artistes membres de la compagnie

### Comédiens

#### Solo
- Sanma Akashiya 明石家 さんま
- Kōji Imada 今田耕司
- Koji Higashino 東野 幸治
- Takashi Fujii 藤井隆
- Hanako Yamada 山田花子
- Shoji Murakami 村上ショージ
- Hōsei Tsukitei 月亭方正
- Jimmy Onishi ジミー大西
- Naomi Watanabe 渡辺 直美
- Tonikaku Akarui Yasumura とにかく明るい安村
- Natsuko Yokosawa 横澤 夏子
- Daisuke Miyagawa 宮川 大輔
- Kazutoyo Koyabu 小籔 千豊

#### Duo
- Downtown ダウンタウン (Masatoshi Hamada et Hitoshi Matsumoto)
- Ninety-nine ナインティナイン (Takashi Okamura et Hiroyuki Yabe)
- Rozan ロザン (Fuminori Ujihara et Hirofumi Suga)
- London Boots ロンドンブーツ1号2号 (Atsushi Tamura et Ryō Tamura)
- Tutorial チュートリアル (Yoshimi Tokui et Mitsunori Fukuda)
- Kirin 麒麟 (Akira Kawashima et Hiroshi Tamura)
- Harisenbon ハリセンボン (Haruka Minowa et Haruna Kondou)
- Penalty ペナルティ (Hide et Wakki)
- Regular レギュラー (Kōta Matsumoto et Akihiro Nishikawa)
- Jichō Kachō 次長課長 (Junichi Kōmoto et Satoshi Inoue)
- 130R (Hon Kon et Itsuji Itao)
- License ライセンス (Kazuhiro Fujiwara et Takafumi Inomoto)
- Cocorico ココリコ (Shōzō Endō et Naoki Tanaka)
- Kamaitachi (duo comique) かまいたち
- Chocolate Planet (duo comique) チョコレートプラネット
- Bad Boys(バッドボーイズ?)

### Artistes musicaux
- NMB48
- Yoshimotozaka46
- Radio Fish
- Re:Complex
- Kawachiya Kikusuimaru
- Run&Gun
- Fayray
- Jealkb
- The Boom
- JO1 (sous Lapone Entertainment, co-managé avec CJ ENM)
- Yoyoka Soma
- OWV
- ENJIN

Yoshimoto a étendu ses activités au cours des dernières années, en raison du warai boom". Ils ont maintenant leur propre parc à thème à Otaru (Hokkaido et ont commencé à s'occuper de musiciens, producteurs, sportifs et chanteurs en plus de leur spécialité traditionnelle de comédiens.

## Patrimoine
Yoshimoto Kogyo est propriétaire d'un certain nombre de bureaux et de salles de spectacles, la plupart situés dans les centres-villes d'Osaka et de Tokyo. La société dispose de deux sièges, Osaka HQ (大阪本部) et Tokyo HQ (東京本部) et un certain nombre de salles de spectacles, à savoir Lumine the Yoshimoto (ルミネtheよしもと), 5 up Yoshimoto (5upよしもと), NMB48 Theater (NMB48劇場), Nanba Grand Kagetsu (なんばグランド花月), et une salle à Shibuya, Yoshimoto Mugendai Hall (ヨシモト∞ホール). Yoshimoto a aussi un parc d'attractions dans le centre-ville d'Osaka appelé Yoshimoto Shōtengai (吉本笑店街).

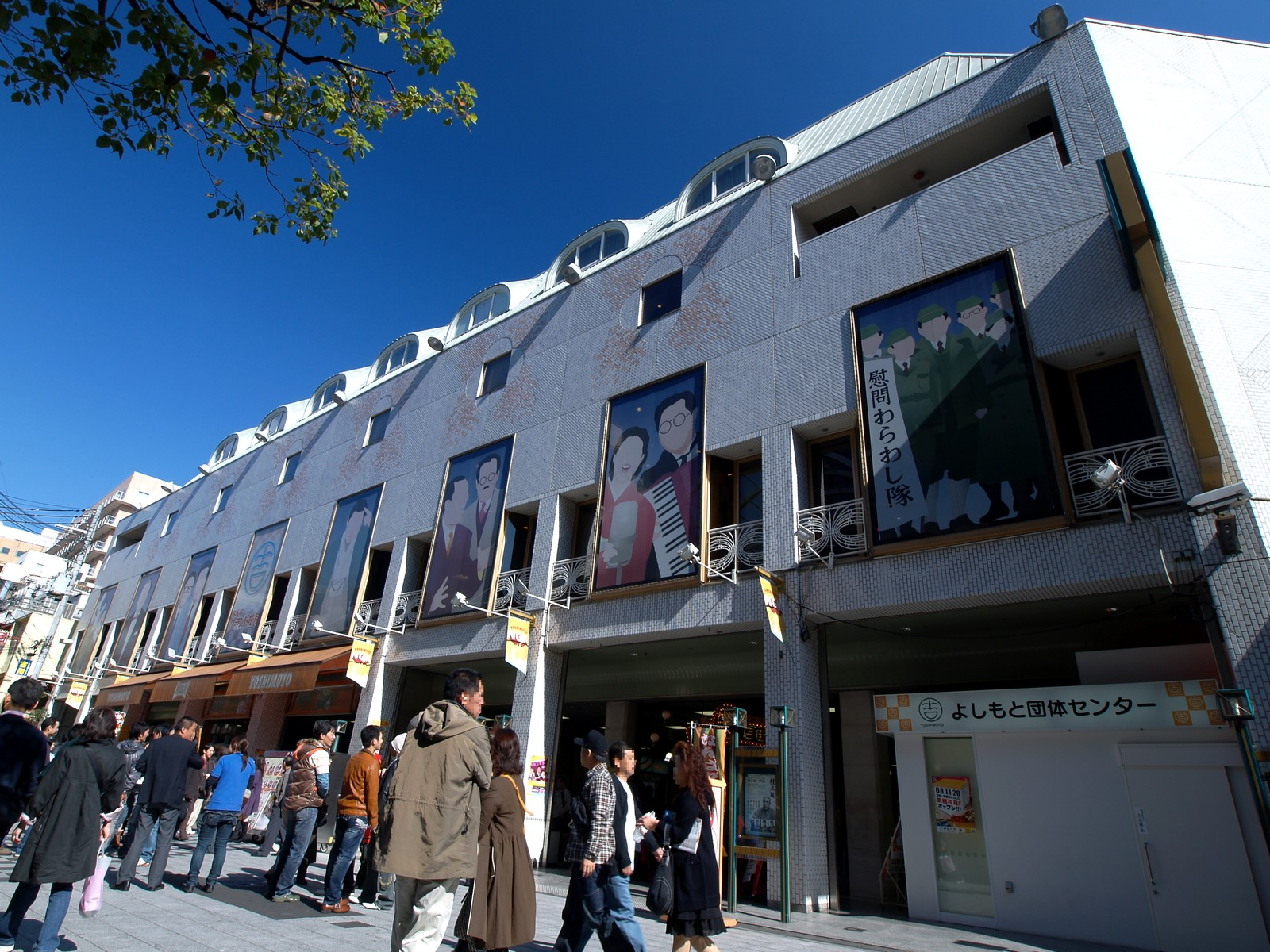
Namba Grand Kagetsu
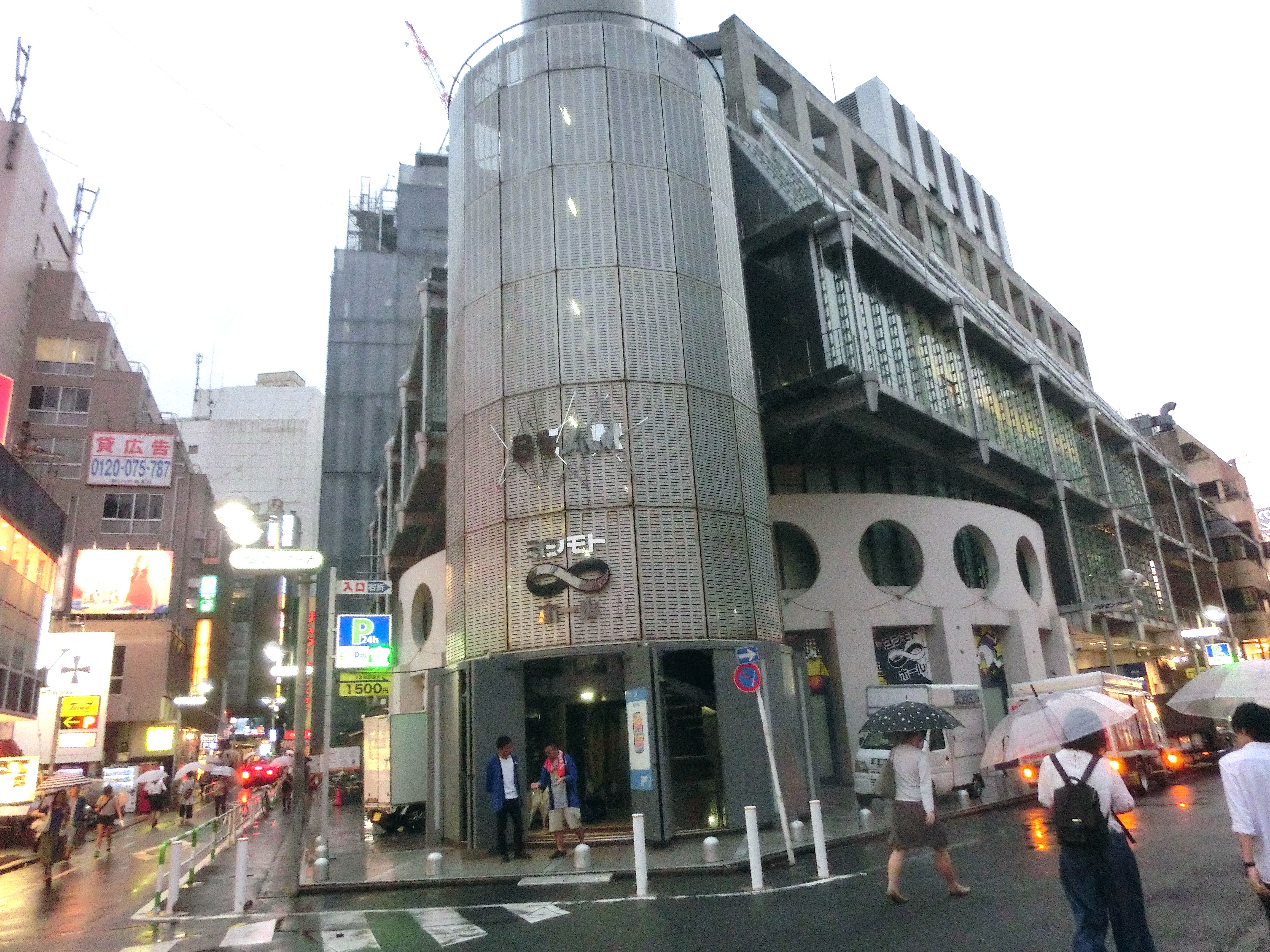
Yoshimoto Mugendai Hall
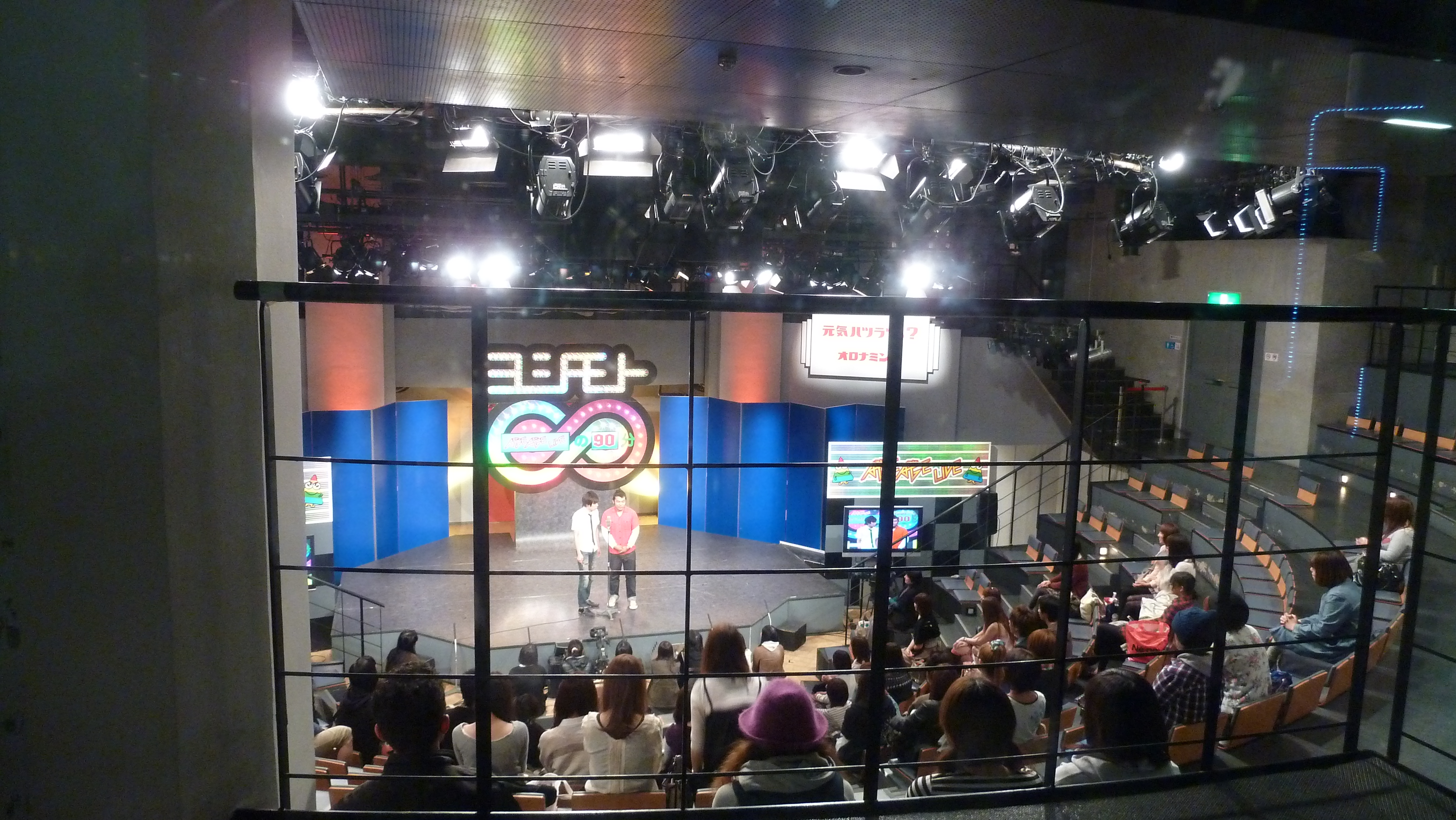
Salle de spectacle Yoshimoto

## Autres activités
Yoshimoto Kogyo détient également une participation dans la radio associative FM, OUI fm 78.1, basée à Namba(Osaka).